# George Olah
George Andrew Olah (Oláh György) (ur. 22 maja 1927 w Budapeszcie, zm. 8 marca 2017 w Beverly Hills) – amerykański chemik pochodzenia węgierskiego, laureat Nagrody Nobla.

## Życiorys
Ukończył studia na Uniwersytecie Techniczno-Ekonomicznym w Budapeszcie. Po upadku powstania węgierskiego w 1956 roku wyjechał do Wielkiej Brytanii, a wkrótce potem do Kanady. Tam podjął pracę w laboratorium badawczym firmy Dow Chemical w Sarnii. Prowadził badania stabilnych karbokationów, powstających w reakcji Friedla-Craftsa. Aby uzyskać trwałe karbokationy, Olah używał superkwasów o mocy miliard, a nawet bilion, razy większej od stężonego kwasu siarkowego.
Wiosną 1964 przeniósł się do laboratorium w Framingham, a następnie do Wayland. W 1965 roku powrócił do pracy akademickiej na Case Western Reserve University w Cleveland, a w 1977 przeniósł się na Uniwersytet Południowej Kalifornii.
W 1971 roku przyjął obywatelstwo amerykańskie.
W 1994 otrzymał Nagrodę Nobla w dziedzinie chemii za wkład w rozwój chemii karbokationów.
Drugim obszarem zainteresowań naukowych było zastosowanie metanolu jako alternatywnego źródła energii. Postulował wykorzystanie syntezy metanolu z metanu, a także z wodoru i dwutlenku węgla, a następnie zastosowanie go w ogniwach paliwowych oraz w produkcji węglowodorów.